# Хенераль-Альвеар (округ)
Округ Хенераль-Альвеар (ісп. General Alvear) — адміністративно-територіальна одиниця 2-ого рівня у провінції Буенос-Айрес в центральній Аргентині. Адміністративний центр округу — Хенераль-Альвеар (ісп. General Alvear).
Населення округу становить 11130 осіб (2010). Площа — 3432 кв. км.

## Історія
Округ заснований у 1869 році.

## Населення
У 2010 році населення становило 11130 осіб. З них чоловіків — 6280, жінок — 4850.

## Політика
Округ належить до 7-ого виборчого сектору провінції Буенос-Айрес.